# Jean-Luc Rivallo
Pas d'image ? Cliquez ici

a Compétitions nationales et continentales officielles uniquement.

b Matchs officiels uniquement.
Jean-Luc Rivallo, né le 29 janvier 1955 à Decazeville (France), est un joueur français de rugby à XV évoluant principalement au poste de trois-quarts centre à l'AS Béziers après avoir commencé sa carrière au Sporting Club decazevillois.
Il est quintuple champion de France avec le club héraultais en 1975, 1977, 1978, 1980 et 1981. Il remporte également le Challenge Yves du Manoir en 1977.

## Biographie
Jean-Luc Rivallo naît le 29 janvier 1955 à Decazeville dans le département français de l'Aveyron.
Il joue au rugby à XV, tout d'abord au SC Decazeville puis à l'AS Béziers.
Durant la saison 1974-1975, il n'est pas titulaire, étant notamment devancé par la paire de centre Daniel Cosentino-Jean-Pierre Pesteil durant les phases finales, mais marque deux essais en Championnat de France. Cette année-là, l'AS Béziers est championne de France mais il ne dispute pas la finale.
En fin d'année 1975, il est sélectionné avec l'équipe de France espoirs. Le 17 novembre, il joue tout d'abord un match au poste d'ailier contre une sélection des Pyrénées où il inscrit un essai et son équipe s'impose 17 à 12 à Toulouse. Le 7 décembre, il dispute un match contre la Roumanie en tant que titulaire au poste de centre à Bourg-en-Bresse, son équipe s'impose 25 à 12. En fin de saison, il dispute le seizième de finale, où il inscrit un doublé, ainsi que le tour suivant du Championnat de France en tant que titulaire mais il n'est pas utilisé pour la suite de la compétition, où son club se qualifie une nouvelle fois en finale. L'AS Béziers s'incline cette fois-ci contre le SU Agen sur le score de 10 à 13.
Puis, il remporte quatre fois le Championnat de France en 1977, 1978, 1980 et 1981 en tant que titulaire. Il remporte également le Challenge Yves du Manoir en 1977 et est finaliste de la compétition en 1978 et 1980.
Lors de la saison 1977-1978, il marque 18 essais en Championnat et est le deuxième meilleur marqueur de la compétition derrière son coéquipier Olivier Saïsset qui en compte 23.

## Palmarès
- Vainqueur du Championnat de France en 1975[note 1], 1977, 1978, 1980 et 1981 avec l'AS Béziers.
- Finaliste du Challenge Yves du Manoir en 1975[note 1], 1978, 1980 et 1981[note 1] avec l'AS Béziers.
- Finaliste du Championnat de France en 1976[note 1] avec l'AS Béziers.
- Vainqueur du Challenge Yves du Manoir en 1977 avec l'AS Béziers.